# 1269

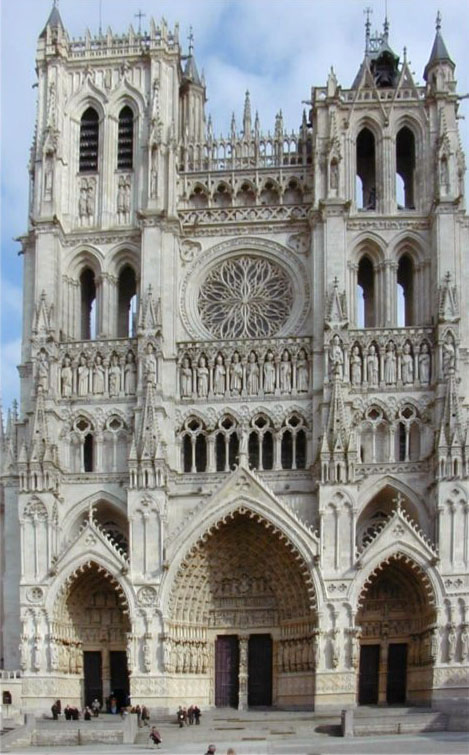
Notre-Dame van Amiens

Het jaar 1269 is het 69e jaar in de 13e eeuw volgens de christelijke jaartelling.

## Gebeurtenissen
juni
- 16-17 juni - Slag bij Colle: Florence en Karel van Anjou verslaan troepen van Siena die de stad Colle belegeren.
- 16 juni - Richard van Cornwall trouwt met Beatrix van Valkenburg

september
- 24 - Hugo III van Cyprus wordt in Tyrus tot koning van Jeruzalem gekroond.

oktober
- 13 - Westminster Abbey in Londen wordt ingewijd.

zonder datum
- De Meriniden veroveren Marrakesh, de hoofdstad van de Almohaden, en beheersen nu geheel Marokko.
- Stefan Uroš I van Servië trekt ten strijde tegen Hongarije, maar wordt verslagen en moet zijn Hongarijegetrouwe zoon Stefan Dragutin als mederegent accepteren.
- Petrus Peregrinus schrijft Epistola de magnete, waarin hij het magnetisme onderzoekt en beschrijft.
- Phagspa ontwerpt het Phagspa-schrift.
- Kežmarok krijgt stadsrechten.
- Floris V van Holland trouwt met Beatrix van Vlaanderen.
- Hendrik I van Navarra trouwt met Blanca van Artesië
- oudst bekende vermelding: Brasschaat, De Klinge

## Kunst
- De Notre-Dame van Amiens komt gereed, de grootste gotische kathedraal van Europa.
- De Fakr ad-Din moskee, de oudste moskee van Mogadishu, wordt gebouwd.

## Opvolging
- patriarch van Antiochië (Grieks) - Euthymius opgevolgd door Theodosius IV
- Karinthië - Ulrich III opgevolgd door Ottokar II van Bohemen
- Thouars - Reinoud opgevolgd door zijn broer Saverik IV

## Afbeeldingen

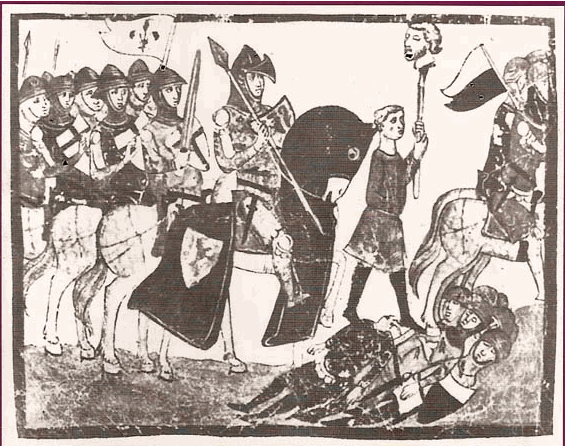
Slag bij Colle
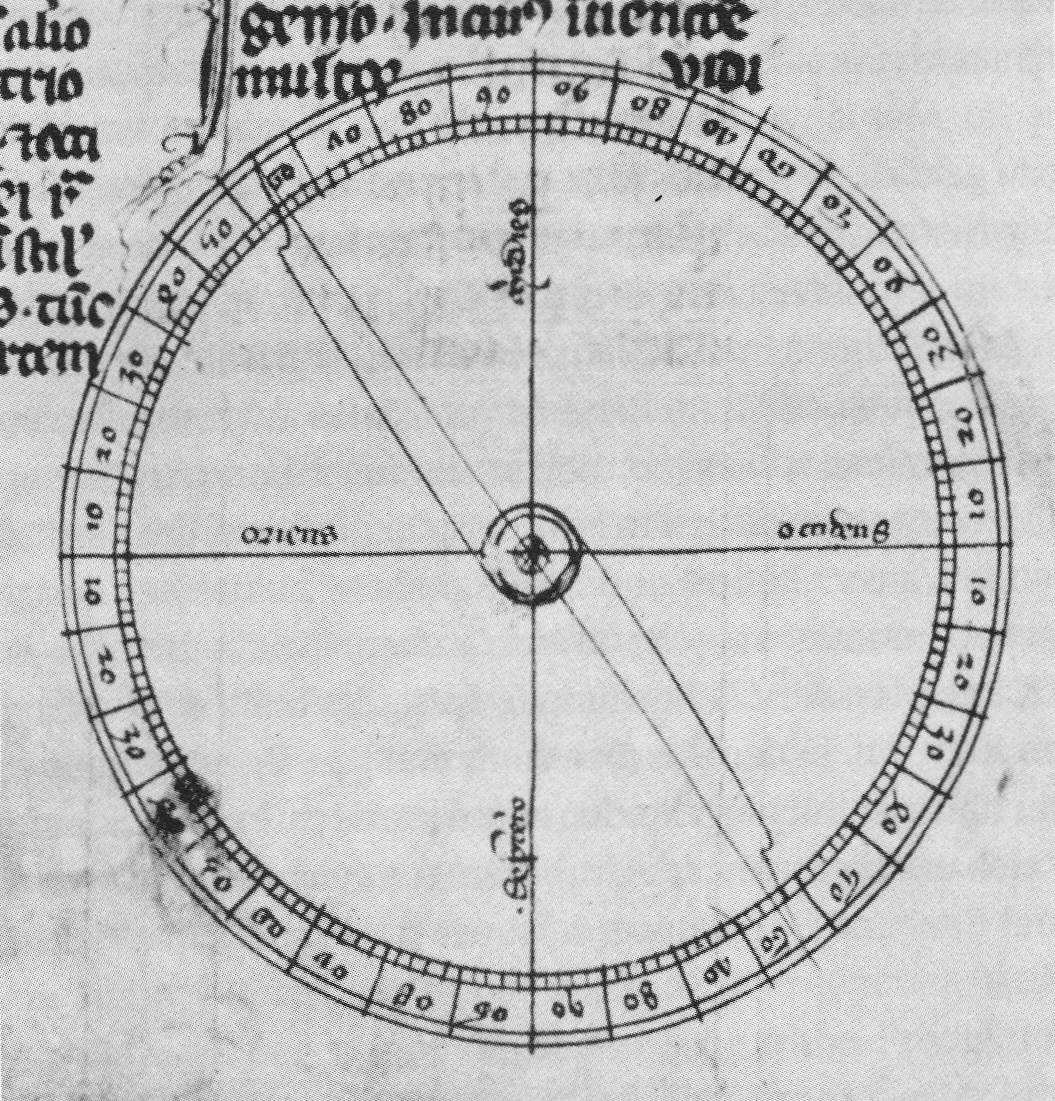
Afbeelding uit een 14e-eeuwse kopie van Epistola de magnete
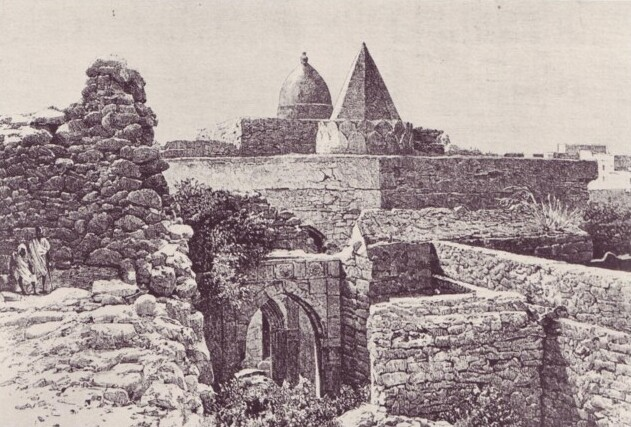
Fakr ad-Din
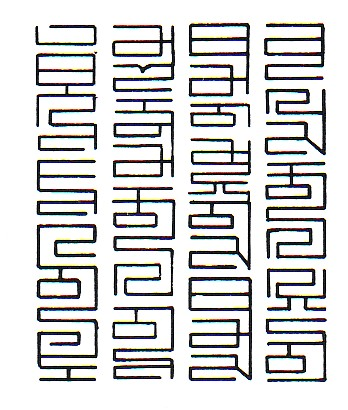
Phagspa-script

## Geboren
- 5 september - Agnes van Bohemen, echtgenote van Rudolf II van Oostenrijk
- 9 oktober - Lodewijk III, hertog van Neder-Beieren
- Frederik Tuta, markgraaf van Landsberg en Meissen
- Eleonora van Engeland, echtgenote van Alfons III van Aragon (jaartal bij benadering)

## Overleden
- 19 januari - Nicolaas van Sassenheim, Hollands abt
- 27 oktober - Ulrich III, hertog van Karinthië
- Blanca van Anjou (~19), echtgenote van de latere Robrecht III van Vlaanderen (jaartal bij benadering)
- Hendrik V van Schoten, Brabants edelman (jaartal bij benadering)
- Sjvarn, grootvorst van Litouwen (1264-1269) (jaartal bij benadering)